# Neuralebuisdefect
Een neuralebuisdefect is een aandoening aan de neurale buis die ontstaat tijdens de embryonale ontwikkeling.
Zo ontstane defecten hebben een enorme invloed op de verdere ontwikkeling van het embryo.
Voorbeelden van neuralebuisdefecten zijn 
- Anencefalie
- Encefalocele
- Spina bifida